# Procuratore generale

Il sigillo del Dipartimento di Giustizia degli Stati Uniti d'America

Il procuratore generale, noto in inglese come attorney general, è un alto funzionario dello stato, presente nei sistemi di common law, la cui funzione principale è fornire consulenza giuridica al governo. In certi paesi ha anche la responsabilità della pubblica accusa nei processi penali e altre funzioni volte ad assicurare il rispetto delle leggi. Negli Stati Uniti, l'Attorney General è a capo del Department of Justice (Ministero di Giustizia) con il rango di ministro.

## Ruolo e funzioni
Le funzioni del procuratore generale statunitense e la sua posizione sono significativamente diverse da quelle dell'organo che in Italia e in altri paesi di civil law è così denominato. Infatti, mentre quest'ultimo svolge funzioni di pubblico ministero, il procuratore generale, pur avendo in alcuni paesi anche la responsabilità della pubblica accusa, ha principalmente la funzione di consulente legale del governo.
Il procuratore generale è a capo di un dicastero e di solito è coadiuvato dall'avvocato generale, che lo può sostituire e che è quasi sempre un giurista, anche quando il procuratore generale è un politico. Ove sia stata attribuita al procuratore generale la responsabilità della pubblica accusa, le funzioni di accusatore sono concretamente esercitate da avvocati che in alcuni ordinamenti sono posti alle sue dipendenze e in molti altri (ad esempio quello britannico e quello australiano) sono posti alle dipendenze del director of public prosecutions il quale, a sua volta, risponde al procuratore generale; l'azione penale per determinati reati può inoltre essere subordinata al consenso del procuratore generale.

## Nel mondo
Negli Stati federali basati sul modello di common law esiste un procuratore generale a livello di federazione e uno per ciascuno stato. Così è in Australia e negli Stati Uniti; peraltro nella maggioranza degli stati americani il procuratore generale non è nominato dal capo del governo, a differenza di quello che avviene nel governo federale e negli altri ordinamenti di common law, ma è eletto dal popolo (nei rimanenti stati è nominato dal governatore o, in qualche caso, dal parlamento o dalla corte suprema statale).
Inoltre, mentre il procuratore generale italiano è un magistrato, quello statunitense è un funzionario del potere esecutivo. In certi paesi (ad esempio, Australia e Stati Uniti) è un politico, membro del gabinetto ed ha, quindi, uno status equivalente a quello di un ministro, svolgendo parte delle funzioni altrove attribuite al ministro della giustizia (che in alcuni di questi ordinamenti, ad esempio quello statunitense, manca del tutto). In altri paesi (ad esempio, Gran Bretagna ed India) è invece un giurista, di solito un avvocato con una certa anzianità, di nomina governativa e, pur non facendo parte del gabinetto, viene comunque considerato componente del governo. Il titolo di avvocato generale è usato anche in alcuni altri paesi di common law per designare funzionari con mansioni analoghe a quelle del procuratore generale in governi subcentrali; in India, ad esempio, ve n'è uno in ogni stato, omologo del procuratore generale a livello federale.

### Italia
In Italia il procuratore generale guida la Procura generale della Repubblica di ogni distretto di Corte d'appello. Infine vi è il procuratore generale della Corte di cassazione, titolare dell'azione disciplinare nei confronti dei magistrati togati italiani, competenza che condivide con il Ministro della giustizia.

### Regno Unito
In Gran Bretagna accanto all'Attorney General for England and Wales, competente per l'Inghilterra e il Galles, esisteva un Lord Advocate, competente per la Scozia. Tuttavia, dopo la concessione dell'autonomia alla Scozia, il Lord Advocate fa parte del governo locale scozzese mentre nel governo nazionale è stata creata, in sua sostituzione, la carica di Avvocato generale per la Scozia.

### Stati Uniti d'America
Negli Stati Uniti, il titolo identifica sia il Procuratore generale degli Stati Uniti d'America, posto a capo del Dipartimento della giustizia, che quelli dei singoli Stati federati.